# Hyundai Palisade
O Hyundai Palisade ( em coreano: 현대 팰리세이드) é um SUV crossover de médio porte fabricado e comercializado pela Hyundai Motor Company desde o final de 2018, substituindo o Maxcruz (também conhecido como Santa Fe fora da Coréia do Sul) como o SUV principal da marca Hyundai.
O termo palisade significa uma cerca de estacas defensivas ou uma série de penhascos costeiros — este último lembrando o bairro de Pacific Palisades, Los Angeles ou a paliçada de quase 64 km do Rio Hudson, que se estende para o norte a partir de Manhattan.

## Gerações

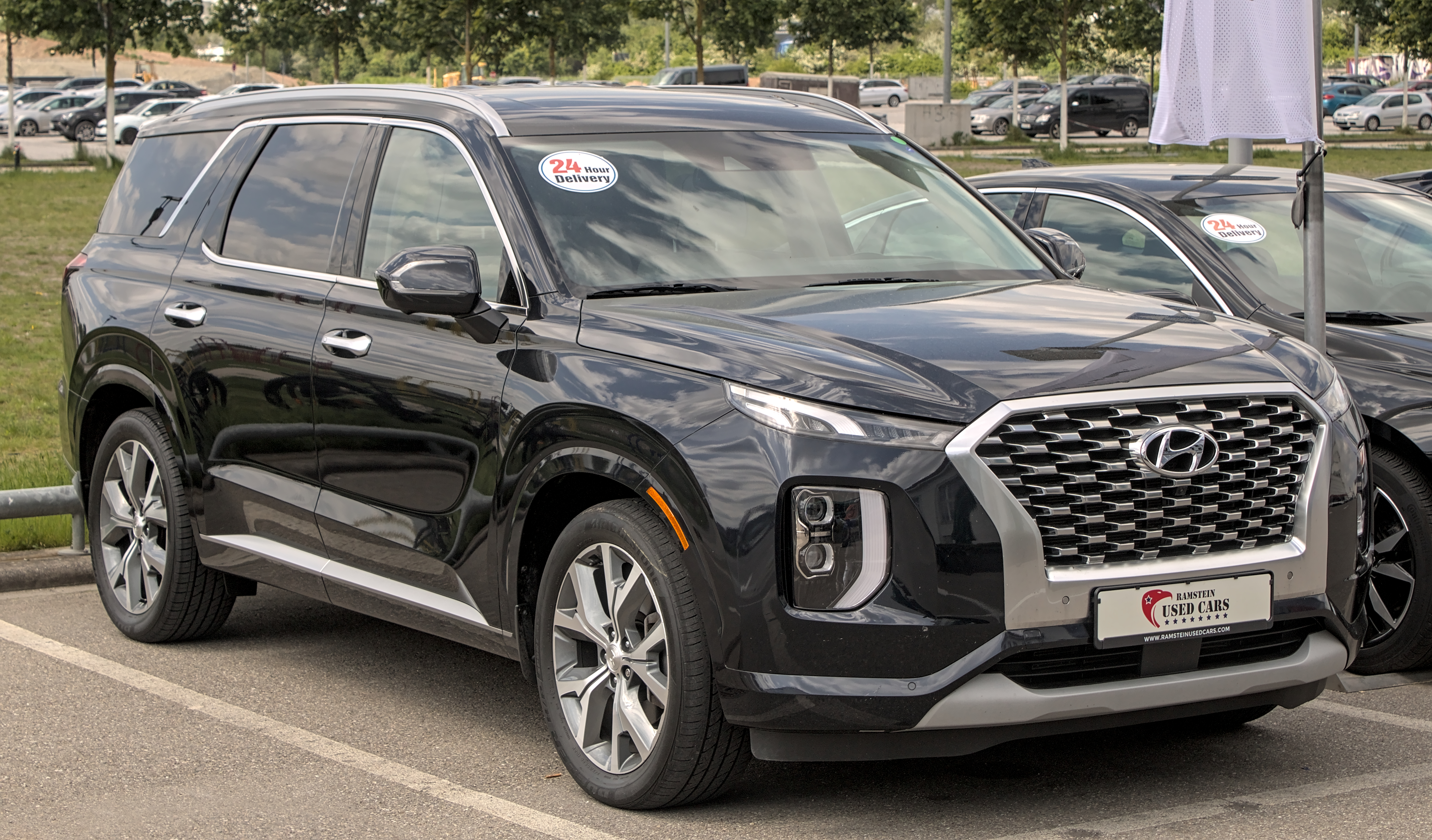
Primeira Geração (2018 - 2022)

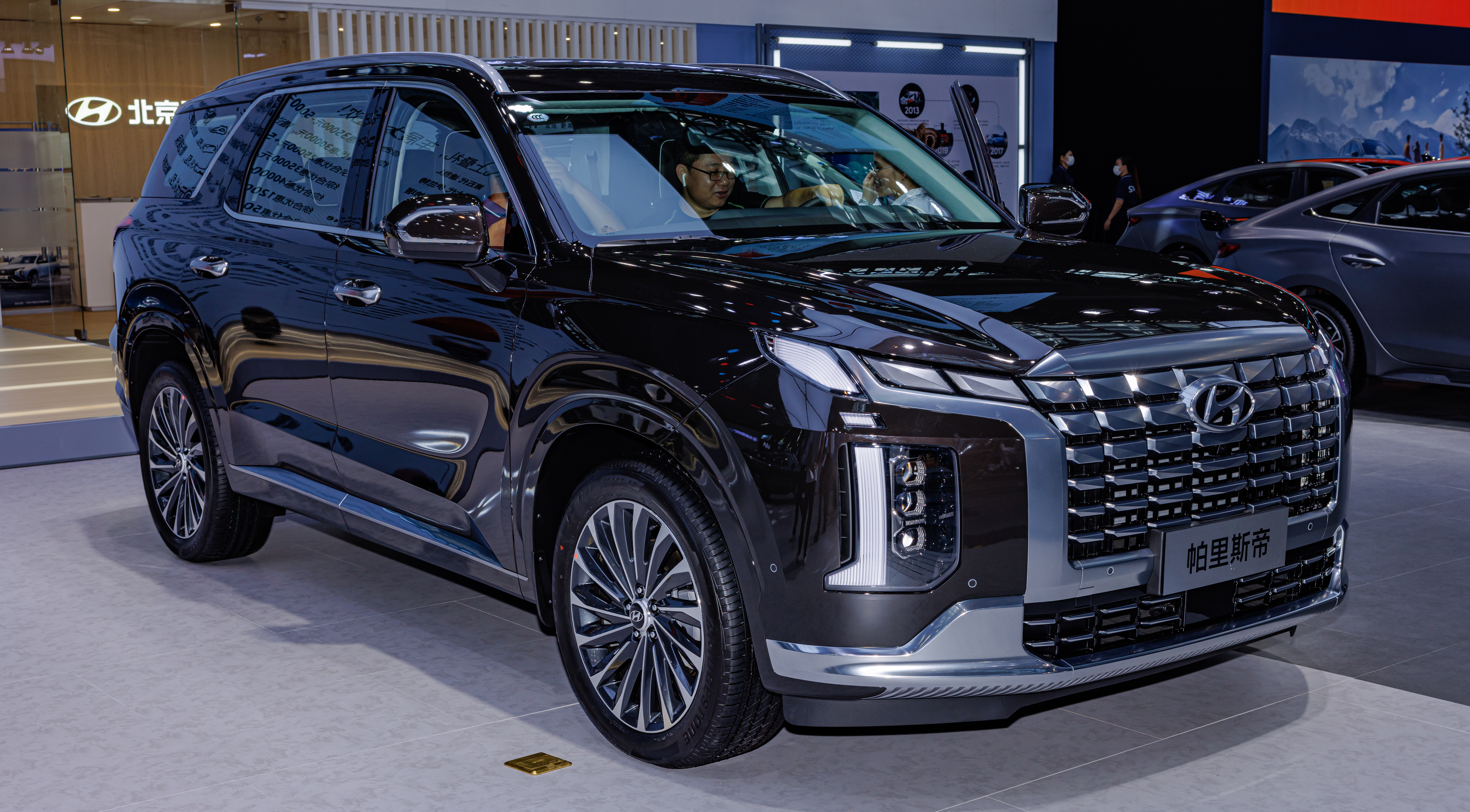
Segunda Geração (2023 - presente)

## Vendas
| Ano  | EUA     | Canadá | Coreia do Sul | Austrália | Indonésia | Vendas globais |
| ---- | ------- | ------ | ------------- | --------- | --------- | -------------- |
| 2019 | 28.736  | 3.845  | 52.299        | 0         | 0         | 107.514        |
| 2020 | 82.661  | 7.279  | 64.791        | 0         | 0         | 157.133        |
| 2021 | 86.539  | 6.739  | 52.338        | 3.720     | 1.442     | 157.688        |
| 2022 | 82.688  | 6.324  | 49.737        | 4.000     | 1.648     | 151.427        |
| 2023 | 89.509  | 7.173  | 41.093        | 3.770     | 2.794     | 166.061        |
| 2024 | 110.055 | 7.910  | 20.967        | 3.062     | 3.062     | 165.745        |